# Dysschema praetides
Dysschema praetides är en fjärilsart som beskrevs av Druce 1894. Dysschema praetides ingår i släktet Dysschema och familjen björnspinnare. Inga underarter finns listade i Catalogue of Life.